# Погонь (футбольный клуб, Щецин)
«Погонь» (пол. Morski Klub Sportowy Pogoń Szczecin) — польский футбольный клуб из города Щецин. Домашние матчи клуб проводит на стадионе «Городской» в городе Щецин, вмещающем около 18 000 зрителей.

## История
Клуб основан в 1948 году. Команда дважды выигрывала серебряные медали чемпионата Польши — в 1987 и 2001 годах, и один раз бронзовые — в 1984 году.
«Погонь» дважды принимала участие в финалах Кубка Польши, но уступала «Легии» и «Леху» (0:1 д. в. и 0:1).
В 2007 году «Погонь» заняла последнее, 16-е место в Экстраклассе и должна была вылететь в первую лигу, но из-за финансовых проблем была отправлена сразу в третью лигу. В 2009 году клуб занял второе место во Второй лиге и вышел в первую лигу.

## Достижения
- Серебряный призёр чемпионата Польши (2): 1987, 2001
- Бронзовый призёр чемпионата Польши (3): 1984, 2021, 2022
- Финалист Кубка Польши (4): 1981, 1982, 2010, 2024

## Выступление клуба в еврокубках
- 1R = первый раунд
- 2R = второй раунд
- Группа = групповой этап

| Сезон   | Турнир          | Раунд  | Страна                            | Клуб          | Счёт     |
| ------- | --------------- | ------ | --------------------------------- | ------------- | -------- |
| 1984-85 | Кубок УЕФА      | 1R     | Флаг Германии                     | Кёльн         | 1-2, 0-1 |
| 1987-88 | Кубок УЕФА      | 1R     | Флаг Италии                       | Эллас Верона  | 1-1, 1-3 |
| 1995    | Кубок Интертото | Группа | Флаг Франции                      | Канн          | 1-2      |
|         |                 | Группа | Флаг Румынии                      | Фарул         | 1-2      |
|         |                 | Группа | Флаг Беларуси (1995—2012)         | Днепр         | 3-3      |
|         |                 | Группа | Флаг Союзной Республики Югославия | Бечей         | 1-2      |
| 2001-02 | Кубок УЕФА      | 1R     | Флаг Исландии                     | Филкир        | 1-2, 1-1 |
| 2005    | Кубок Интертото | 1R     | Флаг Молдовы                      | Тилигул-Тирас | 3-0, 6-2 |
|         |                 | 2R     | Флаг Чехии                        | Сигма         | 0-1, 0-0 |